# Gann Valley
Gann Valley är administrativ huvudort i Buffalo County i South Dakota. Enligt 2010 års folkräkning hade Gann Valley 14 invånare.